# Parfait Silence
Doskonałego Milczenia na wschodzie Warszawy (fr. Parfait Silence) – polska loża wolnomularska założona w końcu 1776 przez kupca Jana Mioche. 15 listopada 1778 otrzymała dyplom od Wielkiego Wschodu Francji. W 1781 podniesiona przez wschód francuski do godności wielkiej matki systemu francuskiego. Próbowała przeszkodzić połączeniu się lóż polskich. Po powstaniu Wielkiego Wschodu Narodowego Polski zlała się z Bouclier du Nord. 